# Боккино, Джорджо
Джорджо Боккино (итал. Giorgio Bocchino, 14 июля 1913 — 4 декабря 1995) — итальянский фехтовальщик на рапирах, олимпийский чемпион и чемпион мира.
Родился в 1913 году во Флоренции. В 1933 году выиграл в составе команды Международное первенство по фехтованию. На Международном первенстве 1934 года завоевал золотую медаль в составе команды и бронзовую — в индивидуальном зачёте. В 1935 году опять выиграл в составе команды Международное первенство по фехтованию. В 1936 году принял участие в Олимпийских играх в Берлине, где завоевал золотую медаль в составе команды и бронзовую — в индивидуальном зачёте.
В 1937 году Международная федерация фехтования провела первый официальный чемпионат мира по фехтованию, одновременно признав чемпионатами мира проходившие ранее Международные первенства. На чемпионате мира 1937 года Джорджо Боккино стал чемпионом в командном первенстве. В 1938 году он завоевал золотую медаль первенства мира в командном зачёте, и серебряную — в личном.